# Predvojni komunist
Oznaka predvojni komunist se uporablja za člane komunistične stranke (partije) Jugoslavije, ki so v stranki delovali že pred začetkom druge svetovne vojne, pred 6. aprilom 1941. Razlikovalna oznaka predvojni je bila upravičena, ker so bile razmere za članstvo zelo različne. 
Na volitvah v ustavodajno skupščino Kraljevine SHS 28. novembra 1920 je bila Komunistična partija (KP) še dovoljena in je postala tretja najmočnejša stranka (glej: Jugoslavija med prvo in drugo svetovno vojno). Ponoči 29. decembra istega leta je z Obznano komunistična partija prepovedana, vsem njenim poslancem pa so vzeli mandate. Od takrat je bilo članstvo v KP prepovedano in kaznivo.
Članstvo KP se je med Narodno osvobodilno vojno povečevalo. KP je prevzela vodilno vlogo pri vodenju odpora in hkrati družbene revolucije (v Sloveniji z dolomitsko izjavo). Na višjih položajih je postalo članstvo v KP skoraj obvezno, so pa bili člani KP med vojno tudi izpostavljeni, saj so od njih pričakovali zgledno in pogumno bojevanje.
V času povojne Jugoslavije je bilo članstvo v KP (kasneje Zveza komunistov) skoraj pogoj za boljše položaje v družbi, kar je vplivalo na nabor novih članov.